# Moebius (1996)
Moebius ist ein argentinischer Mystery-/Science-Fiction-Film von Gustavo Mosquera R. aus dem Jahr 1996. Wie bereits am Namen zu erkennen ist, dreht sich die Handlung um das Möbiusband. Der Film startete am 2. Oktober 1997 in den deutschen Kinos.
Der Film basiert (wie der Film gleichen Namens von 1992) auf der Kurzgeschichte A Subway Called Moebius von A. J. Deutsch aus dem Jahr 1950.

## Handlung
Der junge Topologe Daniel Pratt wird vom Direktor der U-Bahn-Gesellschaft von Buenos Aires, Marcos Blasi, in ein mysteriöses Geheimnis eingeweiht: Ein ganzer Zug – die U-Bahn Nummer 86 – ist spurlos verschwunden, mitsamt den Fahrgästen. Gleichzeitig spielen einige Signale verrückt, die zuweilen einen Zug dort melden, wo sich keiner befindet, und dadurch das Streckennetz blockieren. Da das Streckennetz durch zahlreiche Erweiterungen – insbesondere einer neuen Ringbahn – so komplex geworden ist, dass die Ingenieure es selbst nicht mehr überblicken, soll der Topologe durch das Studium der Pläne der letzten Erweiterung dem Zug auf die Schliche kommen, um Vertretern des Bürgermeisters, die für den späten Abend den Besuch angekündigt haben, eine Erklärung zu bieten.
Zunächst versucht Pratt, die Pläne beim Stadtarchiv zu finden, dort wird er jedoch mit der Tatsache konfrontiert, ein gewisser Hugo Mistein, angeblich Mitarbeiter des U-Bahn-Projekts, habe die Pläne entwendet. Pratt erkennt in Mistein seinen ehemaligen Mathematikprofessor. Nachdem er an der Universität seine Adresse ausgekundschaftet hat, begibt er sich zur Wohnung von Mistein, trifft dort jedoch nur auf ein junges Mädchen, Abril, das ihm nach einigem Widerstand in die Wohnung Eintritt verschafft und ihn bei seiner Suche nach den Plänen gewähren lässt.
Auf dem Schreibtisch des Professors entdeckt er die Pläne und eine scheinbar absurde Theorie: Bestimmte Systeme könnten sich bei einer gewissen Komplexität wie ein Möbiusband verhalten. Die U-Bahn befinde sich nach dieser Theorie also noch im Streckennetz, doch sie sei über die Ringbahn auf die andere Seite des Bandes gelangt, weshalb sie von außen nicht zu sehen sei. Sie könne jedoch über die Ringbahn jederzeit in das System zurückkehren. Bei dem Treffen abends mit dem Direktor und den Stadtoberen kann er diese Theorie schließlich tatsächlich bestätigen, als er den Zug selbst in einer Station vorbeifahren hört, ohne dass er zu sehen wäre. Der Direktor und die Stadtoberen schenken seinen Ausführungen jedoch keinen Glauben.
Obwohl Blasi ihn nach diesem Treffen nicht mehr ernst nimmt und nicht mehr an seiner Hilfe interessiert ist, lässt Pratt das Phänomen keine Ruhe. Er versucht auf Basis der Theorie von Mistein, der Abfahrtszeiten der U-Bahnen und der Details des U-Bahn-Netzes den Standort herauszufinden, an dem der Zug wieder auf die sichtbare Seite des Möbiusbandes übertritt. Als er sich dabei einen der Tunnels näher anschaut, wird er beinahe von einer plötzlich nahenden U-Bahn überfahren. Entnervt steigt er in die nächstbeste U-Bahn, um nach Hause zu fahren.

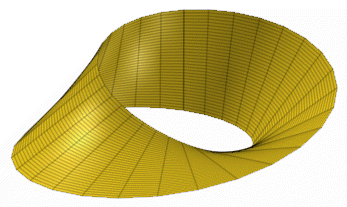
Möbiusband

Er entdeckt nach einigen Minuten, dass mit dieser U-Bahn etwas nicht stimmt. Einer der Passagiere liest eine vier Tage alte Zeitung und die U-Bahn hält auch nicht mehr an, sondern wird immer schneller. Die anderen Fahrgäste befinden sich zudem in einem eigenartigen Trance-Zustand. Pratt erkennt, dass es sich um die verlorene U-Bahn Nr. 86 handelt, sucht den Führerstand der Bahn auf und trifft dort auf den Gesuchten, Mistein. Dieser eröffnet ihm, dass durch die durch den Prozess freiwerdende Energie der Zug auf eine unendliche Geschwindigkeit beschleunigen und dieser dann in ein nicht näher beschriebenes neues Stadium eintreten würde. In der letzten Szene, in der Pratt und Mistein zu sehen sind, wird der Zug so schnell, dass die Bahnsteige bereits wie im Zeitraffer vorbeizufliegen scheinen.
Einige Zeit später meldet sich eine der U-Bahn-Stationen bei Direktor Blasi und behauptet, plötzlich sei dort eine leere U-Bahn aufgetaucht. Blasi kann bestätigen, dass es sich hier um die vermisste U-Bahn 86 handelt. Die Stadtoberen, die herbeigerufen werden, legen ihm nahe, den Zug einfach in ein Depot zu fahren und die Geschichte zu vergessen. Blasi erkundet den Zug und findet auf dem Boden das Notizbuch von Pratt, in dem dieser eine Nachricht hinterlassen hat, dass er sich auf einer Reise ohne Zurück befinde.
Der Film endet damit, dass das Telefon der U-Bahn-Station klingelt und Blasi beim Vorbeigehen hört, dass etwas verloren gegangen ist – der Dialog gleicht dabei dem der Anfangsszene, bei der das verlorene Objekt die U-Bahn Nr. 86 war.

## Produktion
Die Produktionskosten beliefen sich nur auf etwa 250.000 US-Dollar. Der gesamte Film wurde mit zwei alten 35-Millimeter-Kameras gedreht, von denen eine aus dem Jahr 1926 stammte und von Mosquera zur Aufnahme von Spezialeffekten präpariert wurde. Die meisten Arbeiten inklusive des Schauspielens wurden von Studenten der Filmhochschule Universidad del Cine von Buenos Aires übernommen, an der Mosquera als Dozent arbeitet. Als Ko-Produzentin fungierte María Ángeles Mira, ebenfalls Professorin dieser Universität.
Trotz der geringen Kosten erreichte der Film internationale Aufmerksamkeit und gewann einige Auszeichnungen. Weiterhin wurde er auf zahlreichen Filmfestivals gezeigt, u. a. bei der Berlinale und beim Sundance Film Festival. Für viele der Mitwirkenden war er Sprungbrett für eine Karriere in der argentinischen Filmindustrie.

## Kritiken
„Vielschichtige Filmparabel, die für ihren fantastischen Stoff eine hypnotisierende Bildersprache findet und geschickt das Gleichgewicht zwischen existentieller Reflexion und politischen Anspielungen auf die Zeit der Militärdiktatur wahrt.“

## Auszeichnungen
- Filmfestival von Havanna 1996: Beste Kamera, Beste Soundeffekte
- Filmfestival von Bangkok 1998: Jury Award: Best Feature Film
- Filmfestival von Puerto Rico 1997: Special Jury Award, FIPRESCI-Preis
- Festival für Lateinamerikanisches Kino Huelva 1996: Preis der Kritik,  Manuel-Barba-Preis
- Miami Hispanic Film Festival 1997: Golden Egret
- Viennale 1997: FIPRESCI-Preis